# Jersey Shore Bucs
I Jersey Shore Bucs sono stati una franchigia di pallacanestro della USBL, con sede a Red Bank, nel New Jersey, attivi nel 1988.
Disputarono unicamente la stagione USBL 1988, che terminarono con un record di 15-15. Nei quarti di finale dei play-off, contro i New Haven Skyhawks, dichiararono forfait. Si sciolsero alla fine del campionato.

## Stagioni
| Stagione | Lega | Denominazione     | V  | P  | %    | Piazzamento | Play-off         |
| -------- | ---- | ----------------- | -- | -- | ---- | ----------- | ---------------- |
| 1988     | USBL | Jersey Shore Bucs | 15 | 15 | 50,0 | 5º          | Quarti di finale |